# Garonor

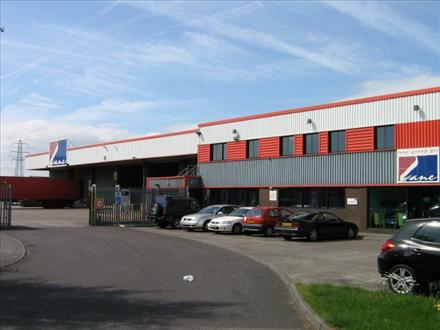
Centre logistique de Garonor.

Garonor est un parc d'activité commerciale privé se situant sur les communes d'Aulnay-sous-Bois et du Blanc-Mesnil, entre Paris et le pôle aéroportuaire de Roissy et la société qui le gère.
Avec ses 75 ha et plus de 350 000 m2 de locaux, Garonor est un des principaux pôles économiques du nord de l'Île-de-France.
C'est en mai 1961 que Marcel Diebolt, commissaire à la construction et à l'urbanisme pour la région parisienne, confie la réalisation de l'ambitieux projet de Garonor à l'architecte Bernard Zehrfuss.
Le site de Garonor a été créé en 1970 avec comme vocation première le fret, puis s'est progressivement orienté vers la logistique du fait de son emplacement stratégique indéniable : à l'intersection des autoroutes A1 et A3, à proximité immédiate de l'A104 et de l'aéroport Roissy Charles de Gaulle.
On y trouve aujourd'hui des locaux diversifiés : bureaux, activités, logistique ou messagerie.
On y recense actuellement plus de 200 entreprises pour un peu plus de 2 500 salariés[réf. nécessaire].

## Historique et développement
En 1960, la ville de Paris est confrontée à une croissance importante du trafic des véhicules rendant la circulation "difficile" aux heures de pointe. Une idée pour résoudre le problème : empêcher les véhicules encombrants d'entrer dans Paris.
En 1962, le schéma directeur d'aménagement de la région parisienne est établi. Une de ses applications consiste à créer, en dehors de la capitale, des centres de transit spécialisés où seront effectués des transbordements entre les véhicules encombrants et d'autres de dimension plus restreintes, correspondant mieux aux contraintes de circulation de Paris.
Une société à vocation immobilière, le groupe Brémond-Lafond, possède des terrains sur les communes d'Aulnay-sous-Bois et du Blanc-Mesnil, destinés à accueillir des ensembles d'habitation.
Le tracé des autoroutes est fixé et ces terrains se trouvent au point de convergence des autoroutes A1 et A3. Les ensembles d'habitation ne sont plus envisageables.
Association d'idées et de circonstances, les pouvoirs publics suggèrent à la société immobilière de créer un centre de transit destiné aux marchandises.
En 1963 est créée la Société d'études de la gare routière nord (Garonor), qui deviendra par la suite une société anonyme à capitaux entièrement privés.
Entre 1963 et 1966, Garonor n'existe que sous forme d'études, plans et terrains.
En avril 1967, démarrage physique de Garonor : construction de la phase 1 du bâtiment 1, affecté d'une part à la location (entreprise de transport) et d'autre part à l'exploitation en propre par Garonor des transbordements véhicules gros porteurs et camionnettes. Ces dernières aux couleurs de Garonor pour la distribution dans Paris.
Janvier 1968 : l'implantation de la Douane et l'affectation de la phase 2 du bâtiment 1 en zone douanière pour trois entreprises "locomotives" (Dubois Joneman devenue Palapina, Vallaeys) ajoutent à Garonor une vocation internationale. Ce succès lui permettra de devenir rapidement le premier centre de dédouanement intérieur français.
À partir de cette première tranche, trois tendances s'affirment :
1. L'exploitation des transbordements gérés par Garonor est de plus en plus déficitaire : la réglementation sur la circulation des gros porteurs dans Paris ne correspond plus à ce qui a été prévu et se trouve bien souvent inapplicable. Une majorité de transporteurs ne "jouent pas le jeu" et confient seulement la part de leurs livraisons la moins rémunératrice et la plus délicate à traiter.
2. L'exploitation de la zone douanière, entrepôt et magasin libre et sous-douane, où Garonor gère les stocks sans intervenir sur le transport, se développe bien, en parallèle sur les activités internationales.
3. La troisième est celle très significative de la demande, en termes d'équipements émanant des entreprises de transport, mais également d'importateurs, négociant, distributeurs, groupes industriels comme Claude (lampes) ou Distriphar (Roussel-Uclaf)
1971 : Garonor arrête l'exploitation des transbordements pour laisser les entreprises de transport, ses clients, jouer pleinement leur rôle. En revanche, l'exploitation des magasins et entrepôts banals, libres et sous-douane, est conservée. Enfin, et surtout, Garonor prend une orientation nettement plus immobilière : proposer à la location des équipements, entrepôts, quais de transit, bureaux répondant aux différents besoins de la demande.
Afin que le centre ne devienne pas une banale zone industrielle, Garonor s'est efforcée de créer un "plus". Celui-ci se retrouve dans les services proposées sur le site, destinées à l'accueil des hommes et des véhicules d'une part, aux entreprises clientes d'autre part, pour les aspects sociaux, administratifs et d'exploitation, ce dernier point devant se traduire par la plus grande souplesse possible dans la mise à disposition des mètres carrés.
Le succès du concept se voit concrétisé par l'essor du centre et l'intérêt de plus en plus marqué de responsables d'aménagement français et étrangers.
La croissance des constructions est continue jusqu'en 1980. 
La zone Garonor fut pendant longtemps desservie par une voie ferrée affectée au fret, la Voie-mère, elle permettait aux entreprises installées dans la zone d'acheminer et de réceptionner leurs marchandises et produits. Son rôle a été depuis substitué par le transport routier, elle n'est aujourd'hui plus utilisée et est à l'abandon.

## Transports en commun
Garonor est desservi par les lignes 247 et 350 du réseau de bus RATP et par la ligne 45 du réseau de bus Terres d'Envol.